# Livres Hebdo
Livres Hebdo este o revistă săptămânală franceză publicată de Electre S.A., filială a Cercle de la Librairie, și destinată profesioniștilor din domeniul cărții, adică în principal librarilor, editorilor și bibliotecarilor. El are aproximativ 8.500 de abonați și avea un tiraj de aproximativ 10.000 de exemplare în decembrie 2008.

## Istoric
În 1856 Cercle de la Librairie a preluat publicarea periodicului Bibliographie de la France (care conține titlurile publicate în fiecare an în Franța), care exista începând din 1811 și care, în cele din urmă, a devenit Bibliographie de la France, Biblio.
Livres-Hebdo a apărut la 4 septembrie 1979 prin fuziunea publicațiilor Bibliographie de la France, Biblio și Bulletin du livre (fondat în 1958).

## Conținut
Revista are o apariție săptămânală și publică 44 de ediții pe an și diverse suplimente, inclusiv un Annuaire des éditeurs et diffuseurs. Hebdomadarul prezintă știri despre lumea cărților și urmărește economia sectorului (edituri, biblioteci, librării, tipografii, publicare online, lectură). Există, de asemenea, fișiere tematice pe diferite tipuri de creații (cărți pentru tineret, benzi desenate, cărți polițiste, albume etc.) și oferă săptămânal un supliment de critică literară. În sfârșit, în fiecare săptămână sunt publicate listele de bestselleruri (romane, eseuri, cărți pentru tineret, benzi desenate, manga, cărți de buzunar, albume etc.), în colaborare cu GFK . Fiecare număr include, de asemenea, titlurile cărților publicate în acea săptămână (între 1000 și 1500 în medie în fiecare săptămână). Clasificate pe subiecte, ele conțin codul de bare EAN al fiecărei cărți, precum și o scurtă descriere.
Începând din 2006 există un site de internet asociat, livreshebdo.fr, care oferă abonaților un flux de știri zilnice, un site specializat pentru premii literare, arhive, acces la diferite baze de date documentare (o agendă media, o agendă de evenimente, etc), spații interactive (inclusiv bloguri) și de servicii (bestselleruri, anuare profesionale, oferte și cereri de locuri de muncă și de afaceri, opinii profesionale etc.).
Conținutul integral al revistei este oferit și prin abonament online.
Începând din 2010 Livres Hebdo organizează în fiecare an Grand Prix Livres Hebdo des Bibliothèques.

## Situație
Livres Hebdo este singura revistă profesională din lumea cărților din Franța. Ca atare, o reclamă publicată în Livres-Hebdo este considerată juridic ca un mijloc suficient pentru informarea librarilor, de exemplu cu privire la schimbarea distribuției sau la retragerea unui titlu.
Redacția, cu sediul la 35 rue Grégoire de Tours din Paris, între Cartierul Latin și Saint Germain des Prés, are aproximativ douăzeci de jurnaliști.

## Premii
În 2014 Livres Hebdo a câștigat două premii la Palmarès de la presse professionnelle: cea mai bună inițiativă editorială comunitară (pentru prezența sa pe rețelele de socializare) și cea mai mare diversificare editorială offline (pentru numărul special anual Que lire?).

## Date
Livres Hebdo este distribuit în 10.000 de exemplare și vândut doar prin abonament sau pe internet. Abonații săi sunt bibliotecile (34%), librăriile (26%), editurile (25%), centrele de documentare (12%) și mass-media (3%).
O scrisoare zilnică și „alerte” sunt trimise prin e-mail către cei 35.000 de profesioniști de carte care sunt înregistrați.
Numărul de vizite pe site-ul Internet variază între 186.000 și 310.000 de vizitatori pe lună (sursa OJD).

## Legături externe
- Site oficial